# Fulton (Dakota del Sud)
Fulton è un centro abitato (town) degli Stati Uniti d'America, situato nella Contea di Hanson nello Stato del Dakota del Sud. La popolazione era di 91 persone al censimento del 2010. Fa parte dell'area micropolitana di Mitchell.

## Storia
La città venne progettata nel 1887. Alcuni dicono che la città prende il nome da Robert Fulton, inventore dello piroscafo, mentre altri credono che la città prenda il nome da un impiegato delle ferrovie. Un ufficio postale è stato in funzione a Fulton dal 1887.

## Geografia fisica
Fulton è situata a 43°43′38″N 97°49′22″W (43.727173, -97.822639).
Secondo lo United States Census Bureau, ha un'area totale di 0,85 miglia quadrate (2,20 km²).

## Società

### Evoluzione demografica
Secondo il censimento del 2010, c'erano 91 persone.

### Etnie e minoranze straniere
Secondo il censimento del 2010, la composizione etnica della città era formata dal 100,0% di bianchi.